# Joseph Gorgoni
Joseph Gorgoni, né le 10 mai 1966 à Genève, est un comédien et un humoriste suisse, connu en particulier pour son personnage de Marie-Thérèse Porchet, et dans une moindre mesure pour celui de Pierre Paul Velche.

## Biographie
Joseph Gorgoni naît le 10 mai 1966 à Genève. Son père, Mario Gorgoni, originaire des Pouilles en Italie, est électricien au Palais de justice de Genève ; sa mère, neuchâteloise, est née Françoise Jacot-Descombes. Il a une sœur.
Après avoir quitté l'école à l'âge de 15 ans, il effectue un apprentissage de vendeur en papeterie, et suit des cours de danse en parallèle. Après cet apprentissage, il suit une école de danse à Paris ainsi qu'à Genève. Il travaille ensuite dans un cabaret où il mélange danse et chant. Il participe en 1988 à la tournée de la comédie musicale The Rocky Horror Show, puis l'année suivante à celle de Cats, où il tient l'un des rôles principaux. Lors d'une audition, il fait la rencontre de Pierre Naftule avec qui il décide de créer un spectacle.
Le personnage de Marie-Thérèse est né dans la Revue genevoise de Pierre Naftule et Pascal Bernheim en 1993. Lors d'une interview, Joseph Gorgoni dit qu'il a toujours su bien imiter les femmes en prenant pour exemple sa grand-maman. D'ailleurs, l'histoire de Marie-Thérèse en est, en partie, inspirée.
En mars 2011, Joseph Gorgoni et Pierre Naftule sont les invités de l'émission Pardonnez-moi avec Darius Rochebin. Le duo précise ne pas être un couple et aborde à demi-mot l'homosexualité de Joseph Gorgoni.
En 2013, Joseph Gorgoni joue un rôle dans le film suisse Bob et les Sex-Pistaches de Yves Matthey, avec Jules Sitruk comme tête d'affiche.
À la rentrée 2014, Joseph Gorgoni est seul en scène et non grimé, dans De A à Zouc de Pierre Naftule, Pascal Bernheim et Joseph Gorgoni au Théâtre du Jorat,.
En 2018, il ressent les premiers signes d'une atteinte aux poumons. Atteint par une fibrose pulmonaire dont l'évolution est rapide et inéluctable, il reçoit en août 2020 une transplantation pulmonaire. En octobre de la même année, remis de la greffe, il contracte une forme sévère de Covid-19. Il entre début novembre à l'hôpital, mais son état continue de se dégrader. Il est finalement plongé pendant plus de 40 jours dans le coma. Pendant sa convalescence hospitalière, il contracte une mucormycose dont le traitement s'avère très violent,. Guéri, Joseph Gorgoni présente un nouveau spectacle en mars 2023 au Casino-Théâtre de Genève : Transplanté.
Il est en couple depuis 2000 avec le comédien Florian Sapey.

### Dates clés
- 1988 : tournée du Rocky Horror Show
- 1989 : un des rôles principaux de la comédie musicale Cats
- 1990 : il rencontre Pierre Naftule, auteur, metteur en scène et producteur de spectacles d'humour, qui l'engage dans La Revue Genevoise
- 1996 : première tournée en Suisse avec le spectacle La truie est en moi
- 1998 : 350 représentations de La truie est en moi à la Comédie-Caumartin à Paris, suivies de 5 à l'Olympia
- 2001 : première tournée avec le Cirque Knie en Suisse romande
- 2002 : deuxième spectacle L'Expo de Marie-Thérèse
- 2002-2003 : troisième spectacle Marie-Thérèse amoureuse
- 2004 : deuxième tournée avec le Cirque Knie en Suisse
- 2005 : quatrième spectacle Soleil ! ; Joseph Gorgoni commente la semi-finale de l'Eurovision à Kiev, en Ukraine aux côtés de Jean-Marc Richard
- 2008 : première tournée en Suisse alémanique avec son cinquième spectacle Uf Düütsch ! totalement interprété en suisse allemand (dialecte bernois)
- 2008 : sixième spectacle EuroPorchet : première le 20 mai 2008 à Montreux (Suisse)
- 2009-2010 : septième spectacle Superporchet
- 2009-2010 : La revue de Marie-Thérèse (revue sur l'année 2009)
- 2010 : tournée avec le cirque Knie
- 2010-2011 : La revue de Marie-Thérèse (revue sur l'année 2010)
- 2011 : deuxième tournée en Suisse alémanique avec son spectacle Uf Düütsch !
- 2011 : La revue de Marie-Thérèse (revue sur l'année 2011)
- 2012 : La revue de Marie-Thérèse (revue sur l'année 2012)
- 2013 : huitième spectacle Marie-Thérèse Porchet, 20 ans de bonheur !
- 2015 : neuvième spectacle De A à Zouc (sans Marie-Thérèse)
- 2017 : dixième spectacle Vintage : La Truie est en moi
- 2018 : onzième spectacle L’expulsion de Marie-Thérèse
- 2019 : douzième spectacle Marie-Thérèse fête les vignerons
- 2019 : treizième spectacle Marie-Thérèse Porchet, 20 ans après, la truie est toujours en elle (Paris) !
- 2019 : Participe à la Nouvelle Revue de Lausanne de Blaise Bersinger[15]
- 2023 : Transplanté[1]

## Pierre Paul Velche
Le personnage de Pierre Paul Velche apparaît pour la première fois dans l'émission Hop-là !, diffusée sur la TSR, le 28 juillet 1997. Ce programme court d'environ 2:30 minutes met en scène, prétendument dans un bureau du Palais fédéral, à Berne, Pierre Paul Velche, Suisse romand caricatural et sa secrétaire, une jeune et belle Suisse allemande blonde répondant au nom de Miss Rösti (interprétée par Shana Lenner). Avec l'aide de celle-ci, Pierre Paul Velche tente d'apprendre aux téléspectateurs romands des expressions venues de Suisse alémanique. Il tente également de séduire (maladroitement) Miss Rösti, sans le moindre succès.
Célibataire attardé, Pierre Paul Velche est présenté dans les médias comme né à Bienne d'un père neuchâtelois et d'une mère bernoise, détenteur d'un doctorat sur les dialectes suisses-allemands et vivant encore chez ses parents. Il possède de grosses lunettes qui agrandissent ses yeux, des cheveux coiffés sur le côté pour dissimuler sa calvitie et un menton proéminant. Il s'exprime avec une voix de demeuré et semble particulièrement simplet.
Initialement prévu pour toute l'intersaison estivale, le personnage de Pierre Paul Velche fait très rapidement une quasi-unanimité contre lui. Les journaux et les spectateurs faisant part de leur mécontentement dans des articles de presse, respectivement des courriers de lecteurs,. Pascal Bertschy, dans un article du 23 août 1997, dans Le Matin, affirme que le programme Hop-là ! « repousse les limites de la crétinerie, » et décrit Pierre Paul Velche comme un « pygmée du rire (...) riant comme une égoïne. ». Et il conclut : 

Finalement, c'est Marie-Thérès Porchet « en personne » qui reprend le flambeau, au côté de Miss Rösti lors de la 32e émission, diffusée le 9 septembre 1997. L'émission s'arrête le 26 septembre 1997. Dans ce dernier épisode, Pierre Paul Velche émerge de sous le bureau, clamant avoir joué à cache-cache durant les trois dernières semaines, sans que personne le cherche.
Par la suite, le personnage ne fera plus que quelques apparitions sporadiques, en forme de caméo, notamment dans l'émission Marie-Thérèse en vacances : il est bousculé par Marie-Thérèse Porchet dévalant une pente en rollers, alors qu'il se promène dans les rues de Loèche au bras de Miss Rösti ; et dans la bande annonce du spectacle De A à Zouc, le personnage d'un journaliste interviewant Joseph Gorgoni possède le physique et la voix de Pierre Paul Velche.